# Valtorta e Valmoresca
Valtorta e Valmoresca este o arie protejată (arie specială de conservare — SAC, sit de importanță comunitară — SCI) din Italia întinsă pe o suprafață de 1.682 ha, integral pe uscat.

## Localizare
Centrul sitului Valtorta e Valmoresca este situat la coordonatele 46°01′26″N 9°37′12″E / 46.024°N 9.62°E.

## Înființare
Situl Valtorta e Valmoresca a fost declarat sit de importanță comunitară în iunie 1995 pentru a proteja 45 de specii de animale. Situl a fost protejat și ca arie specială de conservare în aprilie 2014.

## Biodiversitate
Situată în ecoregiunea alpină, aria protejată conține 13 habitate naturale: Păduri de fag Asperulo-Fagetum, Păduri de fag Luzulo-Fagetum, Fânețe montane, Mlaștini turboase de tranziție și turbării mișcătoare, Formațiuni ierboase bogate în specii de Nardus, dezvoltate pe substraturi silicioase în zone montane (și în zone submontane, în Europa continentală), Liziere de ierburi înalte hidrofile de câmpie și de nivel montan până la alpin, Pante stâncoase silicioase cu vegetație casmofită, Grohotișuri silicioase de la nivelul montan până la nivelul zăpezii (Androsacetalia alpinae și Galeopsietalia ladani), Păduri alpine de Larix decidua și/sau Pinus cembra, Pajiști alpine și boreale, Păduri acidofile de Picea de la nivel montan la nivel alpin (Vaccinio-Piceetea), Pajiști boreale și alpine pe substrat silicios, Tufărișuri cu Pinus mugo și Rhododendron hirsutum (Mugo-Rhododendretum hirsuti).
La baza desemnării sitului se află mai multe specii protejate:
- păsări (44): uliu păsărar (Accipiter nisus), ciocârlie-de-câmp (Alauda arvensis), potârnichea de stâncă (Alectoris graeca saxatilis), fâsă de pădure (Anthus spinoletta), fâsă de pădure (Anthus trivialis), acvilă de munte (Aquila chrysaetos), cocoșul de mesteacăn (Bonasa bonasia), șorecarul comun (Buteo buteo), cojoaica de pădure (Certhia familiaris), mierla de apă (Cinclus cinclus), cristeiul de câmp (Crex crex), ciocănitoare pestriță mare (Dendrocopos major), ciocănitoare neagră (Dryocopus martius), presură de munte (Emberiza cia), presură galbenă (Emberiza citrinella), vânturel roșu (Falco tinnunculus), Lagopus muta helvetica, sfrâncioc roșiatic (Lanius collurio), câneparul (Linaria cannabina), pițigoi moțat (Lophophanes cristatus), Lyrurus tetrix tetrix, mierlă de piatră (Monticola saxatilis), pietrar sur (Oenanthe oenanthe), viespar (Pernis apivorus), codroșul de pădure (Phoenicurus phoenicurus), pitulice de munte (Phylloscopus bonelli), ciocănitoarea verde (Picus viridis), pițigoi de munte (Poecile montanus), pițigoi sur (Poecile palustris), Prunella collaris, brumăriță de pădure (Prunella modularis), Ptyonoprogne rupestris, stăncuță alpină (Pyrrhocorax graculus), mărăcinar (Saxicola rubetra), sitar de pădure (Scolopax rusticola), scatiu (Spinus spinus), huhurez mic (Strix aluco), silvie de zăvoi (Sylvia borin), silvie-mică (Sylvia curruca), Tachymarptis melba, fluturașul de stâncă (Tichodroma muraria), sturz (Turdus pilaris), mierlă gulerată (Turdus torquatus), sturzul de vâsc (Turdus viscivorus)
- mamifere (1): urs brun (Ursus arctos)

Pe lângă speciile protejate, pe teritoriul sitului au mai fost identificate 27 de specii de plante, 23 de specii de nevertebrate, 4 specii de reptile.